# الماعز (الطويلة)

تعديل مصدري - تعديل

الماعز هي إحدى قرى عزلة بني الخياط بمديرية الطويلة التابعة لمحافظة المحويت، بلغ تعداد سكانها 726 نسمة حسب تعداد اليمن لعام 2004.